# 坎塔加盧 (巴拉那州)
坎塔加盧（葡萄牙語：Cantagalo）是巴西的城鎮，位於該國南部，由巴拉那州負責管轄，面積584平方公里，海拔高度840米，2010年人口12,952，該城鎮人口密度每平方公里22.2人。